# Джубейль (район)
Джубейль (араб. قضاء جبيل‎) — один из 25 районов Ливана, входит в состав провинции Кесруан-Джубейль, ранее входил в состав провинции Горный Ливан..
Административный центр района — город Джубейль.

## География
Район расположен в западной части Ливана и занимает площадь 380 км². На севере граничит с районом Батрун, на юге — с районом Кесерван, на востоке — с районом Баальбек, на западе омывается водами Средиземного моря.
На востоке Джебейля расположен водопад Баатара.

## Муниципалитеты
Административно район разделён на 35 муниципалитетов.